# 2031年國際足協女子世界盃
2031年國際足協女子世界盃（英語：2031 FIFA Women's World Cup）為第11屆國際足協女子世界盃，為一項四年一度，讓國際足球協會轄下成員之女子國家隊競逐的國際足球賽事。賽事會由48支球隊參與角逐，當中包括在2026年選出的主辦國國家。美國和墨西哥分別於2025年4、5月確定為本屆賽事主辦國。

## 主辦國遴選
2031年女子世界盃的主辦權預計會在2025年第二季的國際足協大會上選出。

### 競投意向

#### 亞洲
- 中國（有可能包括 香港 和  澳門）

2022年10月，國家體育總局和中國足球協會宣佈推行一項全新女子足球計劃，當中包括競投2031年國際足協女子世界盃的主辦權。2024年，香港和澳門兩個特別行政區均表達有意參與中國這項競投。中國原定會在1991年主辦首屆世界盃賽事，並在及後贏得2003年的主辦權。可是因非典型肺炎爆發而轉由美國主辦。國際足協其後自動給予中國主辦2007年賽事以作補償。其他中國曾經主辦的國際足協和亞洲足協錦標賽包括1985年國際足協U-17世界盃、1997年亞足聯女子錦標賽、2004年亞足聯亞洲盃、2004年亞足聯U-19女子錦標賽、2007年亞足聯U-19女子錦標賽、2009年亞足聯U-19女子錦標賽、2010年亞足聯U-19錦標賽、2011年亞足聯U-16女子錦標賽、2015年亞足聯U-16女子錦標賽、2015年亞足聯U-19女子錦標賽、2017年亞足聯U-19女子錦標賽和2018年亞足聯U-23錦標賽。

#### 非洲
- 摩洛哥
- 南非

#### 中北美洲及加勒比海
- 墨西哥 和  美国

#### 歐洲
- 英格兰 或  英国 和  愛爾蘭
- 西班牙

## 參賽資格

### 晉級隊伍
| 隊伍   | 資格來源 | 晉級日期      | 決賽圈 參加次數 | 上次參賽  | 過往最佳成績                   |
| ------ | -------- | ------------- | --------------- | --------- | ------------------------------ |
| 美国   | 主辦國   | 2025年4月3日  | 第10次/第11次   | 2023/2027 | 冠軍（1991、1999、2015、2019） |
| 墨西哥 | 主辦國   | 2025年5月27日 | 第4次/第5次     | 2015/2027 | 分組賽（1999、2011、2015）     |

## 外部連結
- 官方网站